# Gulden del Württemberg
Il Gulden era la moneta del Regno del Württemberg sino al 1873. 

## Storia
Sino al 1824, il Gulden era stato per lo più un'unità di conto utilizzata per denominare le banconote ma non veniva coniata. Da quella data in poi la zecca iniziò a produrre monetazioni che avevano il valore di 5/12 di un Conventionsthaler e pertanto la suddivisione venne realizzata in 50 Conventionskreuzer o 60 Kreuzer Landmünze.
Nel 1824 vennero coniate anche le prime monete d'oro. Nel 1837 esso venne ridotto in quanto a coniazione per via dell'adesione del Baden all'Unione Monetaria Tedesca, raggiungendo il valore di 4/7 di tallero prussiano.
Il Gulden venne rimpiazzato dal Marco tedesco nel 1873 con l'entrata del Württemberg nell'Impero di Germania, col valore di 1 Marco = 35 Kreuzer.